# Elvira Anderfjärd
Elvira Anderfjärd (ur. 1 sierpnia 1990 roku w Sztokholmie) – szwedzka autorka piosenek, multiinstrumentalistka i producentka muzyczna. Współpracowała z takimi artystami, jak: Katy Perry, Taylor Swift i Addison Rae.
Laureatka nagrody Denniz Pop Awards (2020) i Grammis (2022).

## Życiorys
Elvira Anderfjärd urodziła się w Sztokholmie, a dorastała w Nacka. Zawsze interesowała się muzyką – lubiła zespół Toto. Od najmłodszych lat grała na fortepianie i wiolonczeli. Uczyła się gry na fortepianie jazzowym w gimnazjum Södra Latins, a następnie skupiła się na produkcji muzycznej i kompozycji w uczelni Musikmakarna w Örnsköldsvik. Dość wcześnie zainteresowała się produkcją muzyczną, ale od początku zgłębiała to i robiła równolegle z lekcjami gry na fortepianie w gimnazjum muzycznym. Kiedy skończyła 18 lat, jej zamiłowanie do muzyki popu przeważyło nad planem zostania pielęgniarką: „Zrozumiałam, że nie mogę odrzucić marzenia o produkcji, więc to zrobiłam”.
Podczas studiów w Musikmakarna wydawnictwo muzyczne MXM Music (należące do Maxa Martina) odkryło Anderfjärd i jej twórczość. W maju 2020 roku ukończyła Musikmakarna, a 10 września została laureatką nagrody Denniz Pop Award "Rookie Songwriter/Producer 2020". Zaraz po ukończeniu studiów podpisała kontrakt wydawniczy i od tego czasu pisała i produkowała muzykę dla takich artystów jak Taylor Swift, Ed Sheeran, Tove Lo, Katy Perry, NewJeans, Molly Sandén, Zara Larsson, Alec Benjamin i Benee czerpiąc inspirację od artystów takich jak Flume i nasycając swoją twórczość klasycznymi wpływami z czasów młodości. 
W 2022 roku została laureatką nagrody Grammis w kategorii Producent roku.

## Kariera muzyczna
Była współautorką i producentką debiutanckiego singla Malou Prytz „I Do Me”, wydanego 23 lutego 2019 roku przez Warner Music Sweden. Singiel doszedł on do 10. miejsca na szwedzkiej liście przebojów.
Była współproducentką wydanego 28 sierpnia 2020 roku albumu Smile Katy Perry, uczestniczyła również w jego realizacji jako instrumentalistka (gitara elektryczna, gitara basowa, organy, perkusja oraz chórki)
Pod koniec 2020 roku zespół Taylor Swift zwrócił się do MXM z prośbą w wskazanie producenta, który mógłby zremiksować jej utwory „Willow” i „Love Story (Taylor's Version)”. MXM wskazał Anderfjärd, która przyjęła ofertę. Pierwszy z utworów, „Willow (Dancing Witch Version)” został wydany 13 grudnia tego samego roku . Po jego wydaniu Swift nazwała Anderfjärd „nieustraszoną producentką, którą naprawdę szanuję”. Stworzenie remiksu „Love Story (Taylor’s version)” zajęło Anderfjärd około tygodnia, a utwór stanowił dla niej wyzwanie, ponieważ, jak wyjaśniła: „trudno jest zrobić taneczny remiks tak znanej piosenki pop country. Wszyscy znają oryginał, a zrobienie go tanecznym było dość trudne”. 26 marca 2021 roku Swift opublikowała „Elvira Remix” utworu „Love Story (Taylor’s Version)”, przeróbkę swojego hitu z 2008 roku. Razem te remiksy – dwa z zaledwie trzech utworów opublikowanych na stronie Anderfjärd na Spotify – osiągnęły ponad 11 milionów odtworzeń na tej platformie.
Anderfjärd była współautorką (z Edem Sheeranem i Maxem Martinem) singla „Beatiful” Anne-Marie, wydanego 12 lipca 2021 roku, a zapowiadającego jej nowy album, Therapy.
W 2024 roku była, wraz z Luką Kloser i Addison Rae, współautorką piosenki tej ostatniej, „Diet Pepsi”, wydanej w sierpniu, a zapowiadającej jej debiutancki album, Addison. Piosenka zdobyła certyfikat złotej płyty w Wielkiej Brytanii (BPI) i platynowej w USA (RIAA).